# Rudy Fernández (actor)
Rodolfo Valentino Fernández y Padilla (Manila; 3 de marzo de 1952 - Ciudad Quezon; 7 de junio de 2008), conocido artísticamente como Rudy Fernández o Dabóy, fue un actor multipremiado y productor filipino. Vino a la prominencia como estrella de acción en el cine filipino durante los años 1980 hasta principios de los 1990. También es padre del actor Mark Anthony Fernández, su hijo con la actriz Alma Moreno.

## Carrera
Nació en Manila, hijo del director de cine Gregorio Fernández y la actriz Pilar Padilla, hija del actor José Padilla y Gálvez. Sus padres eran de Lubao, Pampanga, que él consideraba su ciudad natal. Estrenó en el cine a tres años de edad, interpretando roles en películas dirigidas por su padre como Luksang Tagumpay (1956) y Emily (1960).
Fernández comenzó su propia carrera en el cine cuando era estudiante en la Universidad de Santo Tomás, firmando en 1970 un contrato con Sampaguita Pictures. Estrenó por primera vez en una producción de Sampaguita Pictures con For Your Mama (1970), y después por primera vez con pareja en Sweet Matutina (1976) con Connie Ángeles. Pasó los próximos años interpretando personajes de adolescente hasta que hizo su avance como una estrella de acción con Bitayin si...Baby Ama? (1976). El éxito de Ang Leon, ang Tigre at ang Alamid (1979) en la taquilla reforzó su estatus como estrella taquillera.

## Política
Durante las elecciones de 2001, Fernández se postuló como alcalde de Ciudad Quezón bajo la bandera de Puwersa ng Masa. Fue derrotado por el entonces presidente de la Cámara Sonny Belmonte del Poder del Pueblo de la Coalición. La mayoría de suponer que la campaña se perdió cuando una foto de "Daboy" se publicó en la celebración de una SOPMOD M4 que fue lanzado al público en general.

## Su muerte
En 2007, fue revelado por Lorna Tolentino el Startalk que su marido había sido diagnosticado con cáncer periampular. Fernández se sometió a un tratamiento en Tokio, Japón. Después de una Misa de Sanación el 10 de mayo de 2008 por varios amigos a la Iglesia Cristo Rey en Ciudad Quezón, fue trasladado a un hospital de San Juan de la Ciudad para los dolores de espalda. La estrella de The Sun informó que Fernández era en realidad un cáncer de páncreas que afectaba su salud.
Fernández celebró su 25 aniversario de boda con Lorna Tolentino el 1 de junio de 2008. Sufrió un ataque tres días más tarde el 4 de junio, pero se negó a ser llevado de vuelta al Cardenal Santos Memorial Center de la Ciudad de San Juan.
Fernández murió con este cáncer periampular en su casa en Ciudad Quezón en la mañana del 7 de junio de 2008. Sus restos fueron llevados en El Parque de la Humanidad en la ciudad de Taguig, y su entierro tuvo lugar el 12 de junio de 2008 a las 15:00.

## Filmografía
- 1974 Patayin Ang Dugong Tirador
- 1976 Bitayin Si Baby Ama
- 1976 Wanted: Agad-Agad
- 1977 Makahiya at Talahib
- 1977 Alfredo Lim: Sa Kamay ng Ibabaw
- 1977 Gameng
- 1978 Bilangguan Walang Rehas
- 1978 Teteng Salonga ng Tondo
- 1979 Maynila
- 1979 Nuwebe De Pebrero
- 1980 Tatak Angustia
- 1980 Sa Init ng Apoy
- 1980 Pader at Rehas
- 1980 Deadly Brothers
- 1981 Pepeng Shotgun
- 1981 Ulo ng Gapo
- 1981 Lukso ng Dugo
- 1981 Kosa
- 1981 Kumander Kris
- 1982 Tres Kantos
- 1982 Bagong Boy Condenado
- 1982 Mga Pambato
- 1982 Get My Son Dead Or Alive
- 1982 Kumander Elpidio Paclibar
- 1983 Sumuko Ka na Ronquillo
- 1983 Kumusta Ka na Hudas?
- 1983 Alex San Diego: Alyas Wanted
- 1983 Kunin mo ang ulo ni Magtanggol
- 1984 Idol
- 1984 Sarge
- 1984 Tulisang Dagat
- 1984 Kriminal
- 1984 Somewhere
- 1984 Kahit Ako'y Lupa
- 1984 Batuigas: Pasukuin Si Waway
- 1985 Idol
- 1985 Anak ng Tondo
- 1985 Bilang na ang Oras mo
- 1985 Baun Gang
- 1985 Tatak Munti
- 1985 Calapan Jailbreak
- 1985 Sangley Point Robbery (The Day They Robbed America)
- 1986 Tatak ng Yakuza
- 1986 Deadly Target
- 1986 Teritoryo Ko Ito
- 1986 Lumuhod Ka Sa Lupa!
- 1986 Humanda Ka, Ikaw ang Susunod
- 1987 Vigilante
- 1987 Victor Corpuz
- 1988 Tubusin ng Dugo
- 1989 Ipaglalaban Ko
- 1989 Sandakot na Bala
- 1990 Ayaw Matulog ng Gabi
- 1990 Kaaway ng Batas
- 1991 Bingbong The Vincent Crisologo Story
- 1992 Kahit Buhay Ko
- 1992 Kamay ni Kain
- 1992 Markang Bungo: The Bobby Ortega Story  (Bonanza Films) (Estreno: 21 de octubre de 1992)
- 1993 Kung Kailangan Mo Ako
- 1993 Tumbasan mo ng Buhay
- 1994 Nagkataon Nagkatagpo
- 1994 LAGALAG: The Eddie Fernandez Story
- 1995 Matimbang Pa Sa Dugo
- 1995 Markang Bungo 2: Iligpit Si Bobby Ortega
- 1995 Kuratong Baleleng
- 1996 Itataya Ko Ang Buhay mo
- 1996 Wag na Wag Kang Lalayo
- 1997 Ayos Lang Pare ko!
- 1998 Birador
- 1998 Gintot Pilak (Viva Films) (Estreno: 18 de noviembre de 1998)
- 2000 Palaban
- 2000 Ping Lacson Story
- 2002 Diskarte
- 2002 Hula mo Huli ko[1]

## Televisión
- 1999 Kasangga
- 2002 Daboy en Da Girl
- 2003 Twin Hearts
- 2006 Now And Forever
- 2007 Atlantika (his last TV appearance)